# Horniki Górne
Horniki Górne est une localité polonaise de la gmina rurale de Nowa Karczma située dans le powiat de Kościerzyna en voïvodie de Poméranie. Elle se trouve à environ 15 km à l'est de Kościerzyna et 39 km au sud-ouest de la capitale régionale Gdańsk.

## Géographie

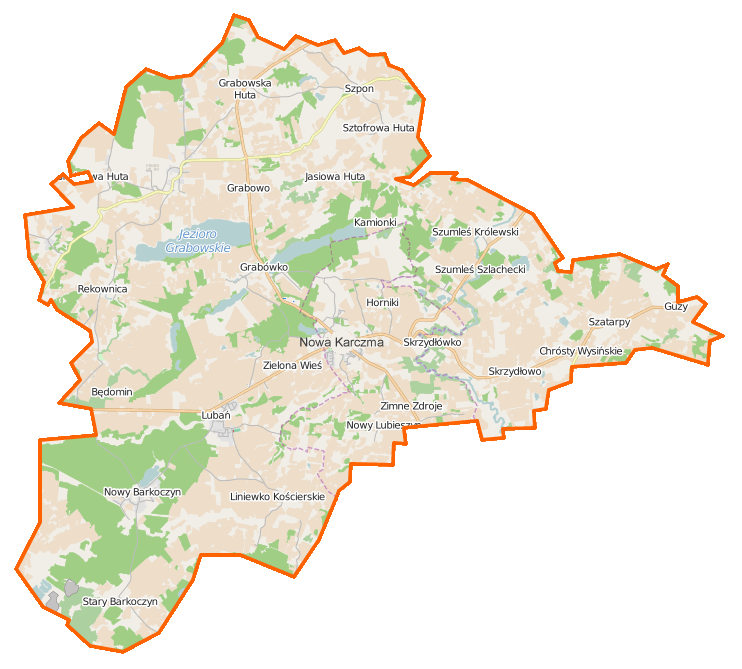
Carte de la gmina de Nowa Karczma.